# Смирновский пруд (Арзамас)
Смирновский пруд — пруд в городе Арзамасе (Нижегородская область). Пруд был вырыт в конце XIX века. Питание пруда осуществляется родниковыми водами, подземными водотоками, кроме того, питание дождевыми и талыми водами.

## История
История Смирновского пруда начинается в конце XIX века. Видимо, в это время он и получил название — Смирновский (по одной из версий), в честь некого купца Смирнова, который возглавил работы по обустройству пруда.
Народная молва гласит, что на деньги этого купца берега выкладывались плиткой, были установлены беседки для отдыха. В ту пору границы водоёма не соответствовали современным границам. Пруд был несколько больше по площади.
Всерьёз на пруд обратили внимание в конце 1920-х гг., когда обнаружили, что вода его очень мягкая и хорошо подходит для нужд железной дороги. Эту воду было удобно использовать для паровозного и вагонного депо станции Арзамас I. В начале 1920-х годов началось строительство водослива и плотины. Были протянуты трубы до станции Арзамас I, по которым поступала вода из Смирновского пруда в тендеры паровозов. В 1960-х гг. началось его постепенное загрязнение, так как в жилом секторе, окружающем пруд, не было канализации, и бытовые отходы стекали в воду.
Смирновский пруд взят под государственную охрану 14 февраля 1984 года.
Пруд может стать зоной отдыха.

## Растительность
Берега водоёма открыты, местами растёт ветла, по северному берегу растут берёзы и сосны возрастом 40—50 лет, сохранились также остатки естественной дубравы в виде отдельных участков. Из растений на пруду встречаются тростник обыкновенный, рогоз широколистный, частуха подорожниковая, осока пузырчатая, элодея канадская, ряска малая. Видовой состав водорослей включает 42 вида. По численности и массовости на первом месте стоят зелёные и диатомовые. В последние годы значительное количество водорослей.

## Окружающий мир
По данным экологов, на побережье пруда встречаются птицы: трясогузка белая, камышевки садовая и болотная, зяблик, зеленушка, горихвостка садовая, славки садовая и серая. Из позвоночных обитателей водоёма и побережья можно отметить: лягушку прудовую, лягушку остромордую, тритона обыкновенного, плотву, карася серебристого, ротана, вьюна, верховку, уклейку. Из беспозвоночных обитателей в наличии: прудовик обыкновенный, живородка болотная, катушка роговая, катушка килевая, водные клопы, волосатик, представители семейства плавунцы, стрекозы (коромысло, бабка, красотка, стрелка), подёнки и ручейники.